# Одиничний інтервал
Одиничний інтервал — в математиці, це інтервал [0, 1], тобто, множина всіх дійсних чисел x які більші або дорівнюють 0, та менше або дорівнюють 1.
Одиничний інтервал відіграє ключову роль в теорія гомотопії, основному підрозділі топології. Він є метричним, компактним, , зв'язним простором. Як топологічний простір, він гомеоморфний до розширеної осі дійсних чисел. 
Будучи підмножиною дійсних чисел, одиничний інтервал має міру Лебега рівною 1. Він є повністю впорядкованою множиною,  а кожна його підмножина має супремум та інфінум.
В літературі, під терміном «одиничний інтервал», також, іноді розуміють інші види інтервалів від 0 до 1, наприклад (0, 1], [0, 1), та (0, 1). Однак, найчастіше під цим терміном розуміють закритий інтервал [0, 1].